# خوسو آگیره
خوسو آگیره (اسپانیایی: Josu Agirre‎؛ زادهٔ ۲۳ مهٔ ۱۹۸۱) دوچرخه‌سوار اهل اسپانیا است. وی در مسابقات جیرو دیتالیا شرکت کرده است.